# Glenea nanshanchiana
Glenea nanshanchiana là một loài bọ cánh cứng trong họ Cerambycidae.